# SN 2006ei
SN 2006ei – supernowa typu Ic odkryta 21 sierpnia 2006 roku w galaktyce NGC 735. W momencie odkrycia miała maksymalną jasność 18,50m.